# 阪本獎悟
阪本獎悟（1993年6月13日—）日本男演員。隸屬於Don-crew旗下的藝人，出生於日本兵庫縣西宮市。

## 人物履历
2021年7月20日，宣布與Amuse的專屬合約即將到期。

## 人物
- 進入演藝圈的契機是因為本來就很喜歡連續劇及電影，因此而參加甄選。
- 進入事務所後的第一項工作是HONDA的廣告。
- 尊敬的演員是大澤隆夫。
- 專長是足球，興趣是吉他。拿手的曲子是福山雅治的桜坂。
- 喜歡的食物是拉麵。
- 小學時的夢想是成為棒球選手，國中時則轉為熱中於足球。
- 好友有水田航生、神木隆之介、櫻田通、植原卓也、青柳塁斗等。都是同屬Amuse的藝人。
- 其上有哥哥和姐姐。
- 到卡拉OK去必點的曲子為色情塗鴉的悍馬騎士。
- 「奬悟」這個名字的由來，「悟」是因為母親喜歡孫悟空，希望能像孫悟空一樣成長。「奬」則是因為哥哥的名字裡有這個字，因而延用。

## 主要作品

### 電視劇
- 女王的教室特別篇（2006年3月、日本電視台）
- 機動人偶（日语：カクレカラクリ）（2006年9月12日、TBS）
- 戀愛星期天第3系列 卒業〜春の嘘（2007年、BS-i）- 飾 日村幸樹
- ドラマ30お・ばんざい!（2007年、TBS）- 飾 花園桃太郎
- 相棒（2009年11月25日、Season8 第6話、朝日电视台）- 飾 村越良明
- 推特男女（2010年4月-6月、富士電視）飾 松島健太
- 震撼鮮師(2010年7月-9月　、TBS]飾 野島健太
- 江～公主們的戰國～(2011年1月-11月　、NHK]飾 森力丸

### 舞台劇
- 《網球王子舞台劇》（飾 越前龍馬）
  - The Progressive Match 比嘉 feat.立海（2007年12月－2008年2月）
  - Dream Live 5th（2008年5月）
  - The Imperial Presence 冰帝 feat.比嘉（2008年7月－11月）
  - The Treasure Match 四天寶寺 feat. 冰帝（2008年12月－2009年3月）
  - Dream Live 6th（2009年5月）
- 音樂舞鬥會 黑執事～その執事、友好～ －飾 謝爾·凡多姆海伍（2009年5月28日－6月7日）

### 廣告
- HONDA（2006年）
- PlayStation 3（2007年）
- KDDI企業廣告（2007年）

### 電視動畫
2019年
- TRY KNIGHTS（遙馬理久）

### 遊戲
2023年
- 聖火降魔錄 Engage（賽安達斯）
- 聖火降魔錄 英雄雲集（賽安達斯）

## 外部連結
- Amuse > 阪本奨悟 （页面存档备份，存于）
- 阪本奨悟 Official Blog